# Tillberga
Tillberga uttal (fil) är en tätort i Västerås kommun som ligger strax norr om Västerås.

## Historia
Tillberga tillkom som en järnvägsknut vid Stockholm–Västerås–Bergslagens Järnvägar och tog över namnet från kyrkbyn i Tillberga socken, nuvarande Tillbergaby, fast orten kom att ligga i Hubbo socken.

### Befolkningsutveckling
| Befolkningsutvecklingen i Tillberga 1950–2020 | Befolkningsutvecklingen i Tillberga 1950–2020 | Befolkningsutvecklingen i Tillberga 1950–2020 | Befolkningsutvecklingen i Tillberga 1950–2020 | Befolkningsutvecklingen i Tillberga 1950–2020 |
| --------------------------------------------- | --------------------------------------------- | --------------------------------------------- | --------------------------------------------- | --------------------------------------------- |
|                                               |                                               |                                               |                                               |                                               |
| År                                            |                                               |                                               | Folkmängd                                     | Areal (ha)                                    |
| 1950                                          | 1950                                          |                                               | 1 393                                         |                                               |
| 1960                                          | 1960                                          |                                               | 1 528                                         |                                               |
| 1965                                          | 1965                                          |                                               | 1 943                                         |                                               |
| 1970                                          | 1970                                          |                                               | 2 025                                         |                                               |
| 1975                                          | 1975                                          |                                               | 2 089                                         |                                               |
| 1980                                          | 1980                                          |                                               | 2 025                                         |                                               |
| 1990                                          | 1990                                          |                                               | 2 029                                         | 156                                           |
| 1995                                          | 1995                                          |                                               | 2 016                                         | 156                                           |
| 2000                                          | 2000                                          |                                               | 2 074                                         | 156                                           |
| 2005                                          | 2005                                          |                                               | 2 096                                         | 158                                           |
| 2010                                          | 2010                                          |                                               | 2 180                                         | 166                                           |
| 2015                                          | 2015                                          |                                               | 2 151                                         | 163                                           |
| 2020                                          | 2020                                          |                                               | 2 183                                         | 170                                           |
|                                               |                                               |                                               |                                               |                                               |

## Näringsliv
Numera fungerar Tillberga som en förort med bostadsområden till Västerås. I Tillberga finns även en av norra Europas modernaste järnvägsdepåer för underhåll samt en kriminalvårdsanstalt.

## Idrott
Här finns ett bandylag, TB Västerås (Tillberga bandy Västerås) och samt föreningen Tillberga IK (TIK) som är en samlingsförening för fotboll, innebandy och handboll. 
Bandyn i Tillberga har gamla anor. Redan på 1920-talet kom ungdomar att idka denna idrott. På den tiden fanns inga direkta isbanor utan kärret vid den så kallade "Hästhagen" (Böseberg) samt Sörby och Mälby ängar fick utgöra spelplats för ungdomarna under vintern. Bandyn kom på allvar att starta 1931 då Tillberga Bandy anlade den första isbanan på gamla Hubbovallen.

## Kända personer
Tillberga är födelseort för rockmusikern Little Gerhard.